# Conseil de libération du Cameroun méridional
Le Conseil de libération du Cameroun méridional (CLCM, en anglais ; Southern Cameroons Liberation Council, SCLC) est un mouvement parapluie visant à unir tous les groupes séparatistes et fédéralistes de la minorité anglophone du Cameroun pour un front commun. 

## Histoire

### Création
Le CLCM est créé lors de la Conférence générale du peuple du Cameroun méridional à Washington, D.C. A cette conférence, les séparatistes, les fédéralistes, le gouvernement intérimaire de l'Ambazonie, le Conseil national du Cameroun méridional (CNCM), le Consortium de la société civile du Cameroun méridional (CSCCM), le Mouvement de libération du peuple africain (MPLA) et le Mouvement pour la restauration de l'indépendance du Cameroun méridional (MPRICM) y participent. Le Conseil de gouvernement de l'Ambazonie ne participe à la conférence, son leader Lucas Ayaba Cho, qualifiant les organisateurs de « facilitateurs ».
En avril 2019, le Conseil de libération du Cameroun méridional se compose de sept mouvements. 

### Actions
L'une des premières actions du Conseil est de déclarer la fin anticipée d'un couvre-feu dans le départment du Fako de la région du Sud-Ouest du Cameroun , en mettant en exergue qu'il concerne principalement la population civile. Cependant, le Conseil d'autodéfense de l'Ambazonie, la branche armée du gouvernement provisoire, conteste cette décision, affirmant que le CLCM n'a pas l'autorité nécessaire pour mettre fin au confinement.
Le CLCM qualifie le Grand dialogue national de non sincère.